# Begonia herveyana
Espèce
Synonymes
- Begonia herveyana var. barnesii Irmsch.[1]

Begonia herveyana est une espèce de plantes de la famille des Begoniaceae.
L'espèce fait partie de la section Petermannia.
Elle a été décrite en 1902 par George King (1840-1909).

## Répartition géographique
Cette espèce est originaire du pays suivant : Malaisie.

## Liste des variétés
Selon World Checklist of Selected Plant Families (WCSP) (6 février 2017) :
- variété Begonia herveyana var. barnesii Irmsch. (1929)
- variété Begonia herveyana var. herveyana

Selon Tropicos (6 février 2017) (Attention liste brute contenant possiblement des synonymes) :
- variété Begonia herveyana var. barnesii Irmsch.
- variété Begonia herveyana var. herveyana
- variété Begonia herveyana var. robusta Ridl.